# Marian Niklewski
Marian Stefan Niklewski (ur. 30 sierpnia 1909 we Lwowie, zm. 29 maja 1996 w Elblągu) – polski profesor nauk rolniczych w zakresie chemii rolnej, nauczyciela akademicki

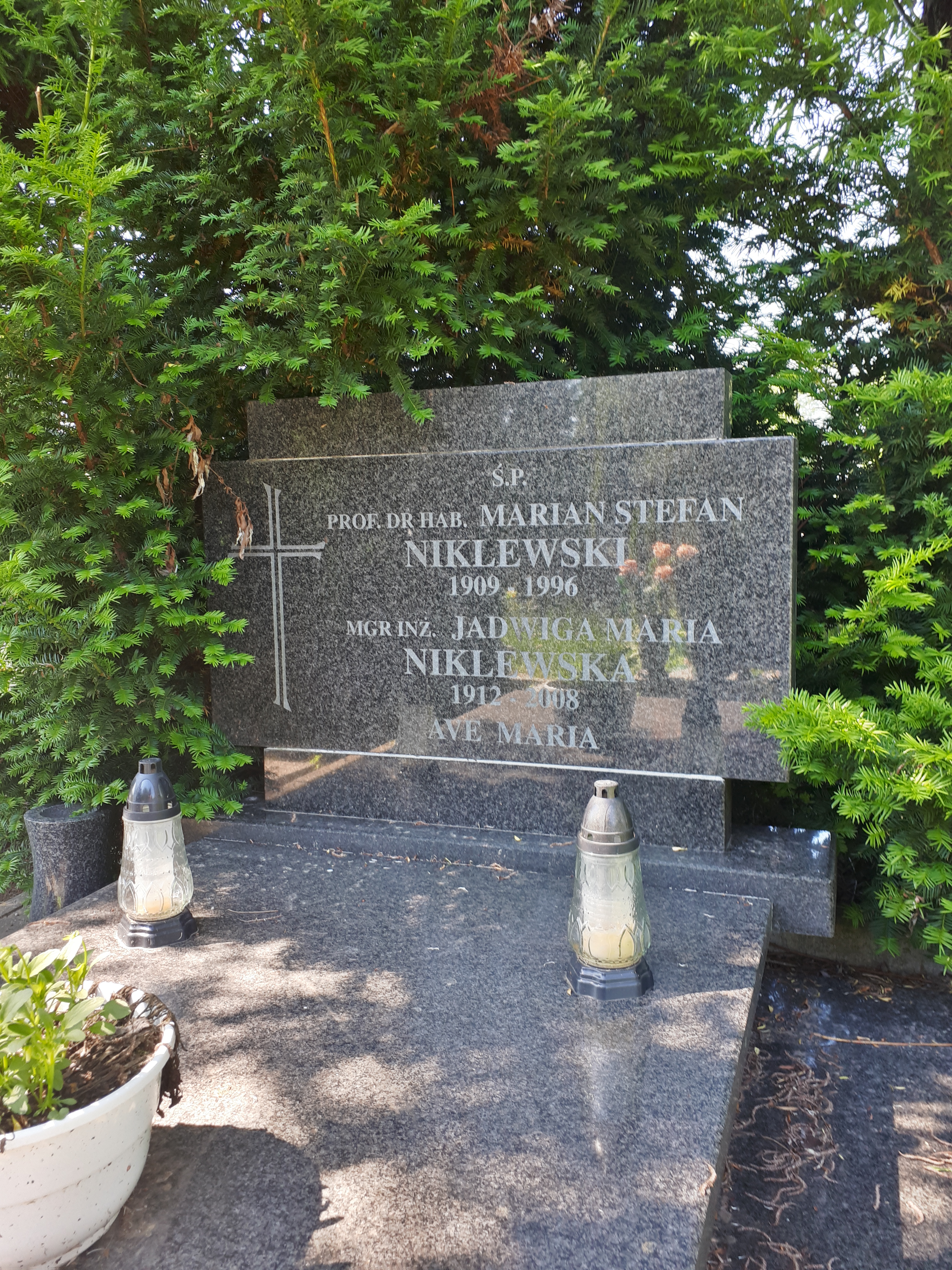
Grób Mariana Niklewskiego, Cmentarz komunalny Dębica w Elblągu

## Życiorys
Urodził się w rodzinie profesora Bronisława Niklewskiego i Karoliny Hegediiss. Od lipca 1928 do kwietnia 1929 odbywał szkolenie podczas III kursu w Wołyńskiej Szkole Podchorążych Rezerwy Artylerii we Włodzimierzu, ukończył w stopniu kaprala podchorążego rezerwy. W lipcu i sierpniu 1929 praktykował w poznańskim 7 Dywizjonie Artylerii Konnej w Poznaniu, powrócił do Lwowa. Na stopień podporucznika rezerwy został mianowany ze starszeństwem z 1 stycznia 1932 w korpusie oficerów artylerii. W 1934, jako oficer rezerwwy pozostawał w ewidencji Powiatowej Komendy Uzupełnień Poznań Miasto i nadal posiadał przydział do 7 dak.
Studia na Wydziale Rolniczo-Leśnym Uniwersytetu Poznańskiego ukończył w 1934 i został asystentem w kierowanym przez prof. Bolesława Świętochowskiego Zakładzie Uprawy Roślin. W 1936 odbył  9-miesięczny staż naukowy w Rothamsted Experimental Station w Anglii, następnie pracował naukowo Katedrze Fizjologii Roślin na Uniwersytecie Poznańskim. W 1937 przeniósł się na Politechnikę Lwowską, gdzie pracował do 1941. W 1945 otrzymał stopień doktora na Uniwersytecie Jagiellońskim. W latach 1945–1947 pracował w Biurze Rolnym Starostwa Powiatowego w Krośnie. W latach 1947–1949 był sekretarzem Rady Naukowej przy Ministrze Rolnictwa. W 1949 pracował w Instytucie Torfowym w Elblągu (późniejszy Terenowy Oddział Badań Torfowych IMUZ). Prowadził także wykłady na Politechnice Gdańskiej i na Uniwersytecie Warszawskim, a w latach 1951–1955 kierował Katedrą Torfoznawstwa Wyższej Szkoły Rolniczej we Wrocławiu.  
W 1952 otrzymał stopień naukowy doktora habilitowanego w SGGW w Warszawie i awansował na stanowisko docenta. W 1955 otrzymał tytuł profesora nadzwyczajnego, a w 1961 – profesora zwyczajnego. 
Od 1955 pracował w Wyższej Szkoły Rolniczej w Szczecinie jako kierownik Katedry Chemii Rolnej, a od 1970 roku do przejścia na emeryturę, oprócz funkcji kierownika Zakładu Chemii Rolnej, pełnił funkcję zastępcy dyrektora Instytutu Hodowli Roślin i Nasiennictwa, a równocześnie od 1971 kierował Katedrą Torfoznawstwa. Przez wiele lat przewodniczył Wydziałowi II Nauk Przyrodniczo-Rolniczych Szczecińskiego Towarzystwa Naukowego. 
Badania Profesora zmierzały do optymalizacji nawożenia organicznego i mineralnego z uwzględnieniem nie tylko wielkości i jakości plonu, ale również kierunku przemian glebowych prowadzących do kształtowania żyzności gleby. Stosując różne warianty chemiczne i agrotechniczne, opracował metody zmierzające do przyspieszenia bądź opóźnienia II fazy mineralizacji azotu obornika, a także rejonizację nawożenia organicznego na terenie Polski, w zależności od warunków meteorologicznych i glebowych poszczególnych regionów. Zdefiniował pojęcie wartości produkcyjnej obornika oraz określił jej liczby graniczne w różnych regionach Polski. Prowadził także prace nad technologią produkcji i działaniem różnych preparatów i ich frakcji otrzymywanych z torfów wysokich. Wykazał, że rozpuszczalne w wodzie związki próchniczne, zawarte w preparatach torfowych i ich frakcjach, mają właściwości chemotropijne oraz ułatwiają przenikanie do korzeni roślin składników pokarmowych. Potwierdził doświadczalnie, że rozpuszczalne w wodzie związki próchniczne, pochodzące z preparatów torfowych, działają podobnie jak nawozy potasowe. W związku z tym Profesor wysunął tezę, że w wielu  przypadkach preparaty torfowe mogą częściowo zastępować nawożenie potasem.  
Opublikował ponad 200 oryginalnych prac naukowych i ponad 100 prac popularnonaukowych i popularnych. Jest także autorem wielu ekspertyz naukowych wykonywanych na zamówienie różnych instytucji naukowych i rolnictwa. Pod Jego kierunkiem prace magisterskie wykonało 158 studentów.  
W trakcie 25 lat kierowania Katedrą Chemii Rolnej stopnie doktora nauk rolniczych uzyskało 16 osób, a doktora habilitowanego – 6 osób. Spośród Jego wychowanków 4 osobom nadano tytuł profesora. 
Spoczywa na Cmentarzu Komunalnym Dębica w Elblągu.

## Odznaczenia i nagrody[5]
- Krzyż Kawalerski Orderu Odrodzenia Polski
- wielokrotnie odznaczenia resortowe i regionalne
- nagrody rektora AR w Szczecinie